# Руандийская социалистическая партия
Руандийская социалистическая партия (фр. Parti Socialiste Rwandais) — проправительственная политическая партия в Руанде.

## История
Партия была основана 18 августа 1991 года.На парламентских выборах 2003 года присоединилась к коалиции, возглавляемой Патриотическим фронтом, получив одно место. Оставалась частью коалиции на выборах 2008 и 2013 годов, в обоих случаях сохранив за собой одно место. Однако на парламентских выборах 2018 года она потеряла свое представительство в парламенте.
Партия входит в Национальный консультативный форум политических организаций 